# Centrale hydroélectrique Achwa III
Pour les articles homonymes, voir Achwa Hydroelectric Power Station.
La centrale hydroélectrique d'Achwa III, également Achwa III, est une proposition de 10 mégawatts projet hydroélectrique en Ouganda.

## Emplacement
La centrale électrique se trouve près de la colonie d'Aswa, au large de la route Acholibur – Gulu – Olwiyo, à environ 60 kilometres, au nord-est de Gulu, la plus grande ville de la région nord de l'Ouganda. C'est environ 400 kilomètres, par la route, au nord de Kampala, la capitale et la plus grande ville d'Ouganda.

## Aperçu
La centrale est l'une des nombreuses mini-centrales hydroélectriques prévues sur la rivière Achwa dans la région nord de l'Ouganda. Achwa 3 est un projet hydroélectrique au fil de l'eau avec un débit moyen de 65,5 m3 et une charge hydraulique brute d'environ 12,5 m. Des appels d'offres ouverts ont été sollicités auprès de firmes d'ingénierie qualifiées pour réaliser l'installation civile et électromécanique et pour «concevoir, fabriquer, installer et mettre en service des turbines et autres travaux associés au projet».

## Propriété et financement
Achwa 3 appartient à 99% à l'Africa Renewable Energy Fund (AREF), une boite de 200 millions de dollars américains créé et détenu par la Banque africaine de développement pour investir dans la phase de développement de projets d'énergie renouvelable sur les marchés de l'Afrique subsaharienne, à l'exclusion de l'Afrique du Sud. AREF est géré par Berkeley Energy pour le compte des propriétaires du fonds.

## Voir également
- Centrale hydroélectrique d'Achwa II
- Liste des centrales électriques en Ouganda
- District de Gulu